# Lorenzo Maria di San Francesco Saverio
Lorenzo Maria di San Francesco Saverio, al secolo Lorenzo Salvi (Roma, 30 ottobre 1782 – Capranica, 12 giugno 1856), fu un sacerdote passionista italiano, propagatore della devozione al Bambino Gesù.
Fu beatificato da Giovanni Paolo II nel 1989.

## Biografia
Figlio di Antonio Salvi, maestro di casa dei conti Carpegna a Roma, e della sua prima moglie Marianna Biondi, studiò nel Collegio Romano dove fu compagno di studi di Gaspare del Bufalo e discepolo di Mauro Cappellari futuro papa.
Il 14 novembre 1801 entrò nel noviziato passionista di San Giuseppe sul Monte Argentario, prendendo il nome religioso di Lorenzo Maria di San Francesco Saverio: emise i primi voti il 20 novembre 1802 e il 29 dicembre 1805 fu ordinato prete. Si dedicò specialmente alla predicazione delle missioni popolari.
Costretto ad abbandonare il convento in epoca napoleonica, si ritirò prima presso la chiesa di Santa Maria in Publicolis e poi a Pieve Torina, dove era stata riorganizzata clandestinamente una comunità passionista: durante una malattia, vi maturò una profonda devozione verso il Bambino Gesù, di cui si impegnò mediante un voto speciale a diffondere il culto.
Dopo la restaurazione della congregazione passò alla comunità presso la basilica dei Santi Giovanni e Paolo a Roma. Ricoprì numerose cariche nell'istituto: fu superiore delle comunità passioniste di Terracina, Monte Argentario, Todi, Vetralla, della comunità presso la casa generalizia dei Santi Giovanni e Paolo e, per sei volte, fu consigliere provinciale.
Trascorse gli ultimi anni della sua vita nel ritiro di Sant'Angelo a Vetralla: morì per un colpo apoplettico mentre si trovava a Capranica per visitare dei fedeli.

## Culto
La causa fu introdotta il 28 febbraio 1923 e l'8 febbraio 1988 fu autorizzata la promulgazione del decreto sulle virtù eroiche di padre Lorenzo Maria, che divenne venerabile.
Il 28 novembre 1988 la Santa Sede riconobbe l'autenticità di un miracolo attribuito alla sua intercessione e papa Giovanni Paolo II lo proclamò beato in piazza San Pietro a Roma il 1º ottobre 1989.
La sua tomba si venera nella chiesa del ritiro passionista di Sant'Angelo a Cura di Vetralla.
Il suo elogio si legge nel Martirologio romano al 12 giugno.